# Vítor Agnaldo de Menezes
Vítor Agnaldo de Menezes (Curaçá, 15 de junho de 1968) é um prelado católico brasileiro, desde 2025 é o arcebispo da Arquidiocese de Vitória da Conquista.

## Presbiterato
Nascido em 15 de junho de 1968, na cidade baiana de Curaçá, é formado em Filosofia pelo Institutum Sapientiae, em Anápolis e em Teologia pela Universidade Católica de Salvador, na Bahia. Também tem especialização em Espiritualidade Sacerdotal e Missionária. Sua ordenação sacerdotal ocorreu em 18 de abril de 1998, na Diocese de Jequié, na Bahia. Entre as funções que exerceu estão a de pároco da Paróquia Nossa Senhora Aparecida, em Jequié, reitor do Seminário Maior Diocesano, diretor Nacional da Pontifícia Obra da Propagação da Fé, de 2006 a 2010, pároco da Paróquia Catedral de Santo Antônio, em Jequié, de 2011 a 2016 e, por último, pároco da Paróquia Nossa Senhora das Graças, em Maracás, função que exerceu até agosto de 2016.[carece de fontes?]

## Episcopado
No dia 25 de outubro de 2017, o Papa Francisco nomeou o padre Vítor Agnaldo de Menezes bispo da Diocese de Propriá, em substituição a Dom Mario Rino Sivieri, que ocupava o cargo havia quase 21 anos.
De 19 de julho de 2023 a 25 de maio de 2024, ele foi o administrador apostólico da Aracaju
Em 14 de fevereiro de 2025, foi nomeado pelo Papa Francisco, Arcebispo de Vitória da Conquista, onde tomou posse no dia 22 de março do mesmo ano. 